# 玉井収介
玉井 収介（たまい しゅうすけ、1923年7月28日 - 1999年12月27日）は、日本の教育心理学者・特殊教育学者。

## 経歴
岐阜県出身。1948年東京帝国大学文学部心理学科卒。国立精神衛生研究所、国立特殊教育総合研究所、帝京大学文学部教授。国立特殊教育総合研究所名誉所員。1978年特殊教育功労者。没後従四位勲四等旭日小綬章受勲。

## 著書
- 『問題児指導の技術』（明治図書出版） 1959
- 『子どものくせとしつけ』（国土社、子どものもんだい） 1960
- 『こどもの心理 小児診療のために』（金原出版、新臨床医学文庫） 1967
- 『子どものくせとしつけ』（国土社、ホームライブラリー） 1971
- 『子どもの心・クセのなおし方』（あすなろ書房） 1975
- 『自閉の世界』（日本文化科学社） 1976
- 『性格は変えられるか』（あすなろ書房、講座・性格の診断） 1976
- 『遊戯療法の理論と実践』（教育出版、心身障害教育シリーズ） 1976
- 『情緒の世界』（光生館、心身のはたらきとその障害シリーズ） 1978
- 『自閉児の言語』（日本文化科学社） 1979
- 『登校拒否』（教育出版） 1979
- 『障害児のことばとコミュニケーション』（教育出版） 1982
- 『自閉児の行動』（日本文化科学社） 1982
- 『自閉症』（講談社現代新書） 1983
- 『わが国における障害をもつ子の教育』（青山社） 1995

### 共編著
- 『受験コンディション』（加藤正明共著、実業之日本社） 1957
- 『子どもとともに 赤ちゃんから幼稚園まで』（共著、読売新聞社、暮らしの図書室） 1961
- 『教育相談ハンドブック』（品川不二郎, 平井信義共編、国土社） 1962
- 『臨床心理学講座 第4巻 臨床心理学の現状と活動』（小嶋謙四郎, 片口安史共編、誠信書房） 1968
- 『現代保健体育学大系 第15 精神衛生』（中川四郎共著、大修館書店） 1970
- 『自閉症の実践教育』（編、教育出版、心身障害教育シリーズ） 1974
- 『障害児教育の今日的課題 1 教育相談』（編著、福村出版） 1976
- 『自閉児への教育的接近』（宮脇修共著、教育出版） 1977
- 『精神衛生』（中川四郎共編著、大修館書店、保健体育指導選書） 1980

## 論文
- Cinii